# Can Casagran
Can Casagran és un edifici catalogat a l'Inventari del Patrimoni Arquitectònic de Catalunya al nucli urbà de la vila de Llers (Alt Empordà), a la banda de ponent del nucli antic de la població, a la cantonada entre els carrers Sant Quirze i el de la Costa d'en Blai. També anomenada Can Casa Gran Vell o Antic. Els orígens de la casa actual es remunten a una casa que, ajuntament amb l'hospital, donaven pas al Carrer Nou. Va ser habitada per la família d'en Met Jaja (Sic). L'actual casa senyorial és del 1908. Després de la voladura del poble de Llers per part de l'exèrcit republicà al febrer de l'any 1939, que va causar la destrucció de gran part dels edificis del poble, Can Casagran va ser utilitzada temporalment per albergar l'ajuntament, les escoles i per a oficiar els actes religiosos. Actualment s'està condicionant per a albergar la nova seu de l'ajuntament de Llers.
Edifici aïllat de planta quadrada envoltat de jardí, amb la coberta de teula de quatre vessants i distribuït en planta baixa i dos pisos. Al bell mig de la coberta sobresurt un altell, amb teulat de quatre aigües. Adossat davant la façana principal hi ha un cos rectangular format per un pòrtic situat a la planta baixa, obert al jardí mitjançant una successió d'arcs rebaixats sostinguts per pilars quadrats, amb les impostes motllurades. Al pis hi ha una llarga terrassa amb barana de ferro decorada. El portal d'accés a l'interior és d'arc rebaixat i està emmarcat per dos finestrals situats a banda i banda. Les tres obertures presenten decoració esgrafiada a manera de guardapols. La resta d'obertures de la construcció, tot i que reformades, són rectangulars i força estretes. Cal destacar la decoració a base d'esgrafiats de motius vegetals, situats a la divisòria entre el primer pis i la segona planta, en els quatre paraments exteriors. A l'interior, l'edifici s'organitza en tres crugies perpendiculars a la façana principal. Hi ha estances cobertes amb estructures formades per bigues de fusta. La construcció, recentment rehabilitada, està arrebossada i pintada.